# کارکس پاپرکولا
کارکس پاپرکولا (نام علمی: Carex magellanica subsp. irrigua) نام یک زیرگونه از سرده جگن است.